# Amazonides fumigera
Amazonides fumigera là một loài bướm đêm trong họ Noctuidae.